# Francisco de Dusay y de Mari
Francisco de Paula de Dusay y de Mari (Barcelona, 1758 — Ídem, 1825), I marqués de Dusay, fue un químico español.
Químico de profesión, estuvo 35 años vinculado a la Real Academia de Ciencias y Artes de Barcelona, primero como secretario general (1789-1804) y luego vicepresidente (1820-1824). Presentó estudios sobre la metalúrgia (1787), el platino (1788), sobre el arte de la fabricación del vidrio (1792) y sobre el académico y artista Juan González (1800). También fue concejal de Barcelona (1796). Su padre era Francisco Félix de Dusay y de Fivaller.
Pertenecía a la noble familia catalana de los Dusay (o Usall), que tuvo varios miembros ilustres a lo largo de la historia: por ejemplo, en el siglo XII, a Ramón Dusay, obispo de Gerona; y en el siglo XIII a Eymeric de Usall, embajajador y familiar del rey; y otros que ejercieron importantes responsabilidades, tales como: veguer, virrey de Cerdeña, Diputado general de Cataluña, o Conseller en cap de Barcelona.
Con la finalidad de distinguir a su familia, el rey Carlos IV, creó el Marquesado de Dusay en 1795, a favor de Francisco de Paula de Dusay y de Mari. La denominación del título nobiliario sería cambiado posteriormente al de Marquesado de Monistrol de Noya, nombre que mantiene en la actualidad.